# David J. Krieger
David J. Krieger (* 1948) ist ein schweizerischer Philosoph, Geistes- und Religionswissenschaftler sowie Sachbuchautor.

## Werdegang
Krieger studierte an der University of Chicago (USA) die Fächer Philosophie, Theologie und Religionswissenschaft. Er promovierte summa cum laude zum PhD mit einer Arbeit über interkulturelles und interreligiöses Verständnis in einer globalen Gesellschaft. Er habilitierte sich an der Universität Luzern in Religionswissenschaft, mit Schwerpunkt Kultur und Kommunikation.

## Tätigkeit
Gegenwärtig ist David Krieger Titular-Professor für Kommunikationswissenschaft und für Religionswissenschaft an der geisteswissenschaftlichen Fakultät der Universität Luzern, und Ko-Leiter des unabhängigen Instituts für Kommunikation und Führung in Luzern. Die Forschungsschwerpunkte sind Kommunikationstheorie, Systemtheorie, Semiotik, Neue Medien, Akteur-Netzwerk-Theorie , Interkulturelle Kommunikation, Interkulturelle Hermeneutik, Wissensmanagement, Organisationstheorie, Privacy, Soziale Medien und die Gesellschaft im Informationszeitalter.

## Werke

### Herausgeberschaft
- Ritualtheorien: Ein einführendes Handbuch – Andréa Belliger ; David J. Krieger (Hrsg.), Belliger, Andréa [Hrsg.] 5., aktualisierte Aufl., Springer VS Wiesbaden, 2013, ISBN 978-3-531-19499-8 (E-Book), ISBN 978-3-531-19499-8 (gedruckte Version)
- ANThology: ein einführendes Handbuch zur Akteur-Netzwerk-Theorie – Andréa Belliger, David J. Krieger (Hrsg.), Transcript, Bielefeld, 2006, ISBN 3-89942-479-4 kart.
- Der Weg des Herzens: Gewaltlosigkeit und Dialog zwischen den Religionen , Dalai Lama/Eugen Drewermann. Hrsg. von David J. Krieger, 1. Aufl. Patmos, Düsseldorf, 2003, Patmos Paperback, ISBN 3-491-69078-1 kart.
- Gesundheit 2.0. Das ePatienten Handbuch, Andréa Belliger, David J. Krieger (Hrsg.), transcript Verlag, 2014.
- Informationeller Pragmatismus – Zur Philosophie der digitalen Transformation, transcript Verlag, 2025, ISBN 978-3-8376-7843-7

### Monografien
- Kommunikationssystem Kunst, Dt. Erstausg., Passagen-Verl., Wien, 1997, ISBN 3-85165-285-1 kart.
- Das interreligiöse Gespräch: methodologische Grundlagen der Theologie der Religionen – Theologischer Verlag, Zürich, 1986, ISBN 3-290-11576-3 kart.
- Einführung in die allgemeine Systemtheorie, Fink, München, 1996, UTB 1904, ISBN 3-8252-1904-6 (UTB), ISBN 3-7705-3092-6 (Fink) kart.
- New universalism: Foundations for Global Theology, Orbis Books, Maryknoll, N.Y, 1991, ISBN 0-88344-728-2
- Interpreting Networks. Hermeneutics, Actor-Network Theory & New Media, transcript Verlag und Columbia University Press (gemeinsam mit A. Belliger)
- Organizing Networks. An Actor-Network Theory of Organizations (gemeinsam mit Andréa Belliger), 2014.
- Network Publicy Governance. On Privacy and the Informational Self, transcript Verlag, Bielefeld, (gemeinsam mit Andréa Belliger), 2018.